# Architettura Beaux-Arts

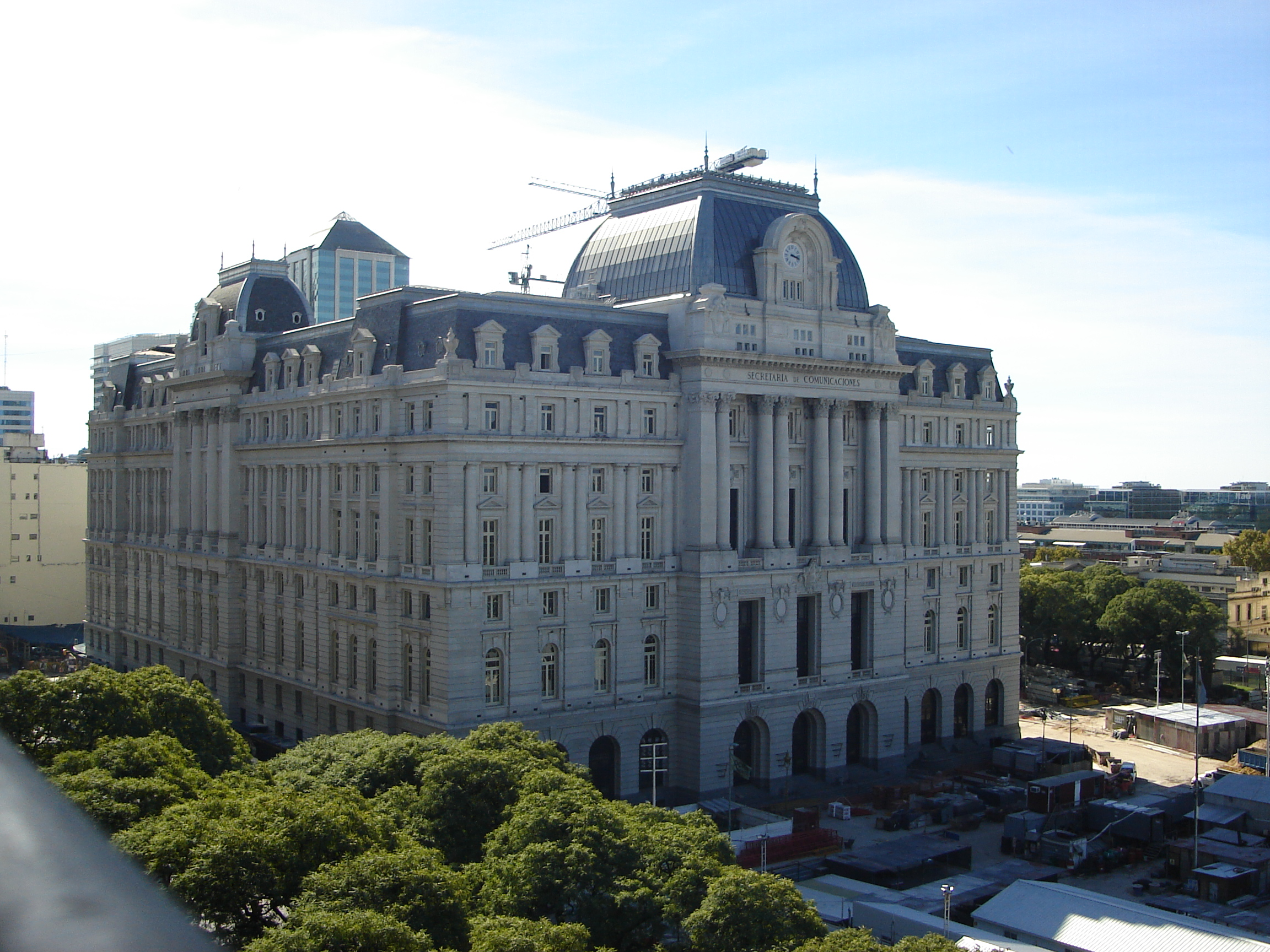
Centro Culturale Kirchner a Buenos Aires.

L'architettura "Beaux Arts" è lo stile architettonico neoclassico insegnato all'École des Beaux-Arts a Parigi.

## Caratteristiche
La caratteristica dello stile Beaux-Arts è il riferimento più o meno esplicito a un insieme di stili passati riconosciuti come compatibili, come il neoclassico, il neobarocco, il neorinascimentale, il neobizantino, il neoromanico con una tendenza costante a cercare un equilibrio dei volumi, ispirato allo stile Luigi XIV. In forme più spinte questa mescolanza di epoche ha dato origine dell'architettura eclettica. Si basa sull'ordine, sulla simmetria, sulla grandiosità e su ornamenti elaborati.

## Principali opere

### Europa
- École nationale supérieure des beaux-arts, Parigi
- Basilica del Sacro Cuore, Parigi
- Museo d'Orsay, Parigi
- Grand Palais, Parigi
- Casinò di Monte Carlo, Monte Carlo
- Bode-Museum, Berlino
- Stazione di Budapest Ovest, Budapest
- Bagni Széchenyi, Budapest
- Blauwbrug, Amsterdam
- Edificio Metrópolis, Madrid

### Sud America
- Theatro Municipal, Rio de Janeiro
- Palacio del Congreso de la Nación Argentina, Buenos Aires
- Teatro Colón, Buenos Aires
- Palazzo dell'Acqua Corrente, Buenos Aires

### Nord America
- Grand Central Terminal, New York
- New York Public Library, New York
- Helmsley Building, New York